# Párhuzamos érpár

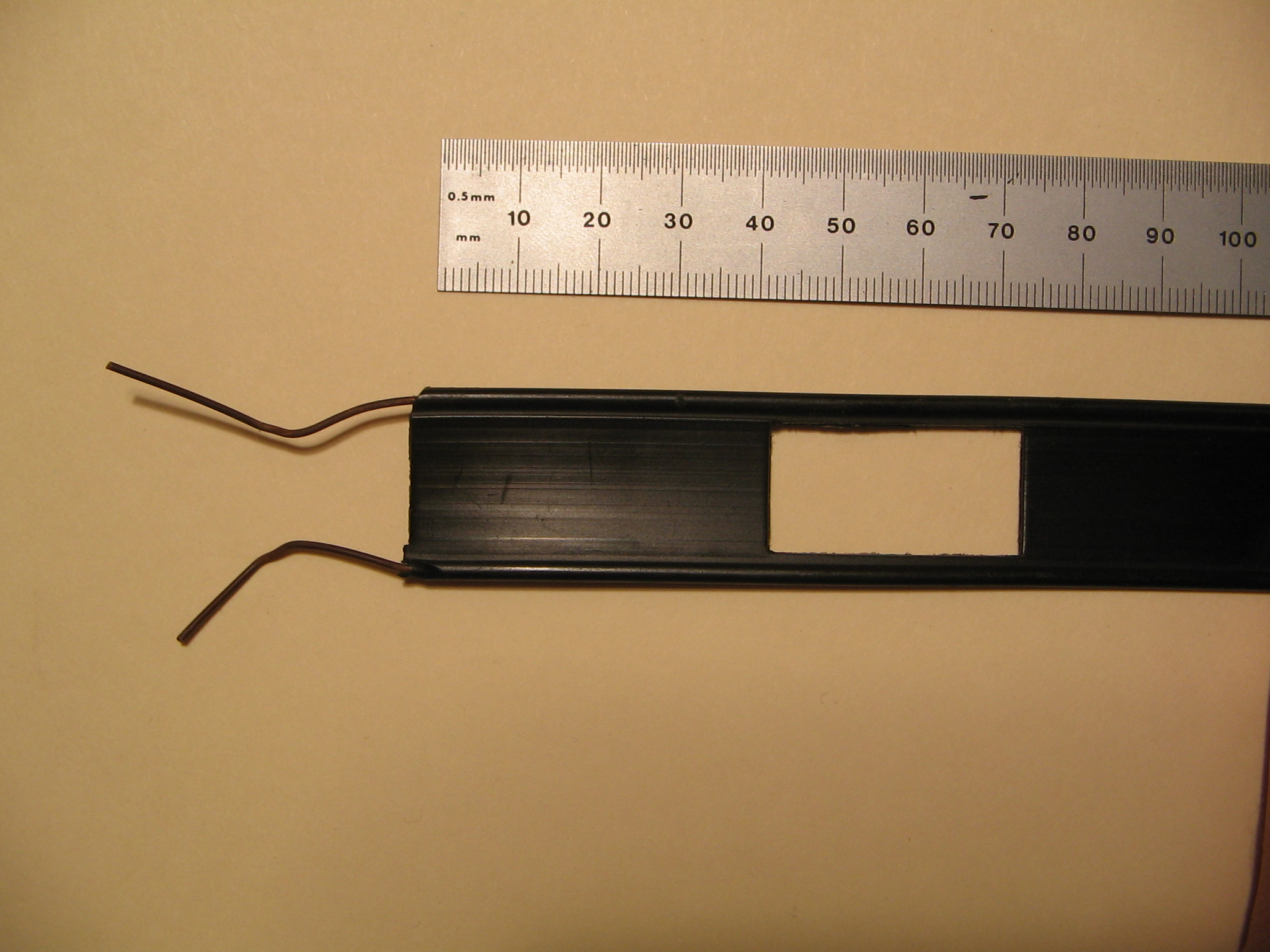
Párhuzamos érpár

A párhuzamos érpár egy szimmetrikus tápvonal. A dielektrikummal szigetelt változata hosszú ideig elterjedt volt a televízió vételtechnikában, szalagkábel néven forgalmazták (jelenleg szalagkábel néven sokeres jelkábeleket forgalmaznak).
Rádiófrekvenciás jelátvitel céljára történő használata ma már ritka, leginkább a professzionális távközléstechnkában és a rádióamatőrök körében jellemző a használata.
Napjainkban párhuzamos érpárt leginkább hangfrekvenciás jelek átvitelére használják, analóg telefonkábelek, hangfalkábelek formájában.

## Párhuzamos érpár mint tápvonal

### Párhuzamos légvezeték

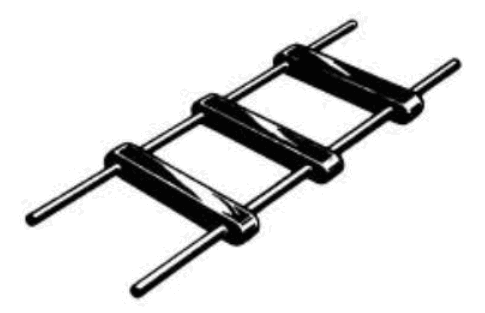
Macskalétra

Két egyforma hosszúságú vezeték, párhuzamosan egymás mellett elvezetve, távtartókkal egymáshoz rögzízve, hogy a két vezeték minden ponton egyforma távolságra legyen egymástól. Alakja miatt nevezik macskalétrának is.
Létezik olyan megoldás is, hogy oszlopokon vezetik az érpárt. Ezt a megoldást nagyobb távolságok esetén használják.
A vesztesége kicsi, mivel gyakorlatilag nincs dielektrikum a két vezeték között, így dielektromos veszteséggel nem kell számolni. Az így kapott érpár hullámellenállása:
{\displaystyle Z_{0}=276log_{10}{\biggl (}{\frac {2a}{d}}{\biggr )}=120ln{\biggl (}{\frac {2a}{d}}{\biggr )}}

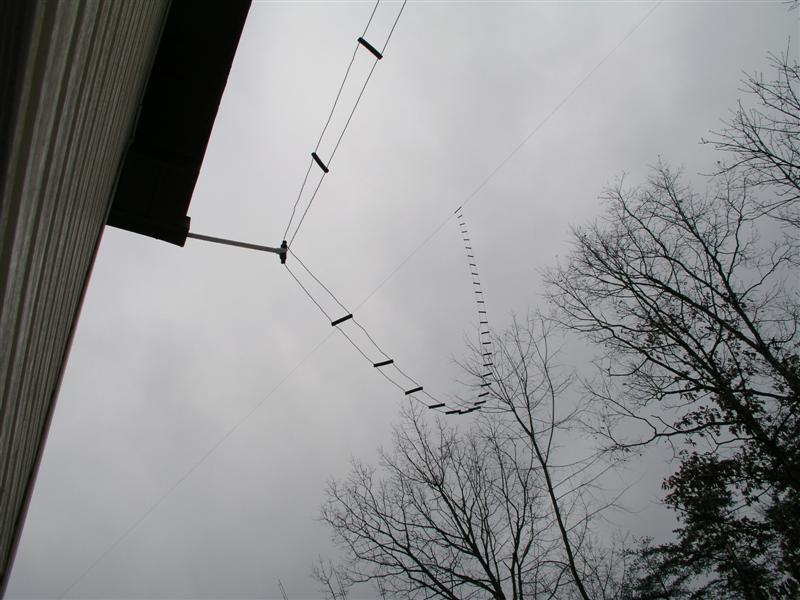
Macskalétra

Mivel a párhuzamos légvezeték nem árnyékolt rendszer, így földtől, faltól, minél távolabb kell vezetni. Ha ez nem megoldható, akkor pedig ügyelni kell arra, hogy a teljes nyomvonalon minden pontja egyenlő távol legyen a földtől, vagy a faltól. Ezektől h távolságra helyezve így alakul a hullámellenállása:
{\displaystyle Z_{0}=276log_{10}{\Biggl (}{\frac {d}{r{\sqrt {1+{\biggl (}{\frac {d}{2h}}{\biggr )}^{2}}}}}{\Biggr )}=120ln{\Biggl (}{\frac {d}{r{\sqrt {1+{\biggl (}{\frac {d}{2h}}{\biggr )}^{2}}}}}{\Biggr )}}
- a - a vezetők közötti távolság (mm)
- d - a vezető átmérője (mm)
- h - távolság faltól/földtől (mm)
- Z0 - a hullámellenállás (Ω)

### Dielektrikummal bevont párhuzamos érpár

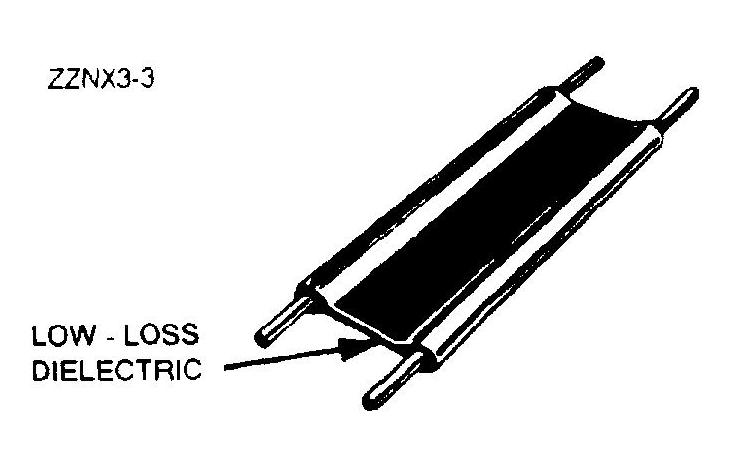
Szalagkábel

Régen ezt a típust forgalmazták „szalagkábel” néven, sokáig általános használatú volt a televíziós vételtechnikában. A dielektrikum miatt kevésbé érzékeny a környezeti hatásokra, de ennél a kábelnél is ügyelni kell, hogy minél távolabb kerüljön a nyomvonalába eső fémtárgyaktól.
A dielektrikum anyagától függően itt már kell számolni rövidülési tényezővel is:
{\displaystyle k={\frac {1}{\sqrt {\epsilon _{r}}}}}
A szalagkábel hullámellenállása pedig így számolható:
{\displaystyle Z_{0}={\frac {276}{\sqrt {\epsilon _{r}}}}log_{10}{\biggl (}{\frac {2a}{d}}{\biggr )}={\frac {120}{\epsilon _{r}}}ln{\biggl (}{\frac {2a}{d}}{\biggr )}}
- a - a vezetők közötti távolság (mm)
- d - a vezető átmérője (mm)
- εr - a dielektrikum dielektromos állandója
- Z0 - a hullámellenállás (Ω)

#### Néhany kereskedelemben árusított szalagkábel paraméterei[2]
Az egykori NDK-ban gyártott szalagkábelek:
| Típus   | Vezetőátmérő (mm) | Átmérő (mm) | Z0  | k   | C (pF/m) | Csillapítás (MHz)(dB/100m) | Csillapítás (MHz)(dB/100m) | Csillapítás (MHz)(dB/100m) | Csillapítás (MHz)(dB/100m) |
| Típus   | Vezetőátmérő (mm) | Átmérő (mm) | Z0  | k   | C (pF/m) | 10                         | 100                        | 200                        | 500                        |
| ------- | ----------------- | ----------- | --- | --- | -------- | -------------------------- | -------------------------- | -------------------------- | -------------------------- |
| 240A4-1 | 2*0.9             | 5.7x1.6     | 240 | 0.8 | 16       | 1.5                        | 4.3                        | 6.7                        | 12                         |
| 300A7-1 | 2*0.9             | 9x2         | 300 | 0.8 | 13       | 0.87                       | 3.5                        | 5.9                        | 9.5                        |

Az USA-ban gyártott, Amhenol szalagkábelek:
| Típus  | Z0  | k    | Csillapítás (MHz)(dB/100m) | Csillapítás (MHz)(dB/100m) | Csillapítás (MHz)(dB/100m) | Csillapítás (MHz)(dB/100m) |
| Típus  | Z0  | k    | 7                          | 30                         | 150                        | 400                        |
| ------ | --- | ---- | -------------------------- | -------------------------- | -------------------------- | -------------------------- |
| 14-080 | 75  | 0.68 | 6.7                        | 13.5                       | 30.8                       | 46.2                       |
| 14-079 | 150 | 0.77 | 2.1                        | 4.9                        | 11.0                       | 17.8                       |
| 14-056 | 300 | 0.82 | 0.9                        | 1.9                        | 5.1                        | 8.7                        |
| 14-100 | 300 | 0.82 | 0.9                        | 1.9                        | 5.1                        | 8.7                        |
| 14-271 | 300 | 0.82 | 0.9                        | 1.9                        | 5.1                        | 8.7                        |
| 14-185 | 300 | 0.82 | 0.6                        | 1.7                        | 4.3                        | 8.0                        |
| 14-076 | 300 | 0.82 | 0.6                        | 1.6                        | 4.1                        | 7.1                        |
| 14-022 | 300 | 0.82 | 0.5                        | 1.2                        | 3.2                        | 5.8                        |

### Arnyékolt párhuzamos érpár
Ha egy párhuzamos érpárt dielektrikummal vonnak be, és árnyékolással látják el, akkor egy árnyékolt szimmetrikus távonal keletkezik. Az ilyen kábel független a környezeti hatásoktól, bárhol elvezethető. Ritkán használt kábeltipus.
Hullámellenállása:
{\displaystyle Z_{0}={\frac {120}{\sqrt {\epsilon _{r}}}}ln{\biggl (}{\frac {2a(D^{2}-a^{2})}{d(D^{2}-a^{2})}}{\biggr )}={\frac {276}{\sqrt {\epsilon _{r}}}}log_{10}{\biggl (}{\frac {2a(D^{2}-a^{2})}{d(D^{2}-a^{2})}}{\biggr )}}

#### Néhany kereskedelemben árusított árnyékolt párhuzamos érpár paraméterei[2]
| Típus    | Vezetőátmérő (mm) | Átmérő (mm) | Z0  | k    | C (pF/m) | Csillapítás (MHz)(dB/100m) | Csillapítás (MHz)(dB/100m) | Csillapítás (MHz)(dB/100m) |
| Típus    | Vezetőátmérő (mm) | Átmérő (mm) | Z0  | k    | C (pF/m) | 10                         | 100                        | 200                        |
| -------- | ----------------- | ----------- | --- | ---- | -------- | -------------------------- | -------------------------- | -------------------------- |
| 120D10-1 | 2*1.4             | 14          | 120 | 0.65 | 40       | 2.1                        | 6.8                        | 9.6                        |
| 240D10-3 | 2*0.4             | 9           | 240 | 0.82 | 18       | 4.3                        | 15                         | 21                         |
| 240D10-4 | 2*0.5             | 13.7        | 240 | 0.82 | 18       | 3                          | 9.5                        | 15                         |

## Párhuzamos érpár mint jelvezeték
Ha a vezetéken átvitt jel hullámhossza számottevően nagyobb, mint a vezeték hossza, akkor nem kell számolnunk a vezeték hullámellenállásával. A hullámimpedanciából eredő veszteség illesztetlenség esetén {\displaystyle k{\frac {\lambda }{4}}} hosszúságnál a legnagyobb. Ha hangfrekvenciás jellel számolunk, akkor ez a hosszúság k=0.75 értéket feltételezve:  {\displaystyle 0.75{\frac {299792km/s}{20000Hz}}=11.2422km}, vagyis ennél a vezetékhosszúságnál a legnagyobb az illesztetlenség hatása. Ezt figyelembe véve néhány 100 méter vezeték illesztetlenég miatti vesztesége 10% alatti.
Párhuzamos érpárt gyakran használnak napjainkban is
- telefonkábelként
- hangfalkábelként